# Niederungsburg Naugarten

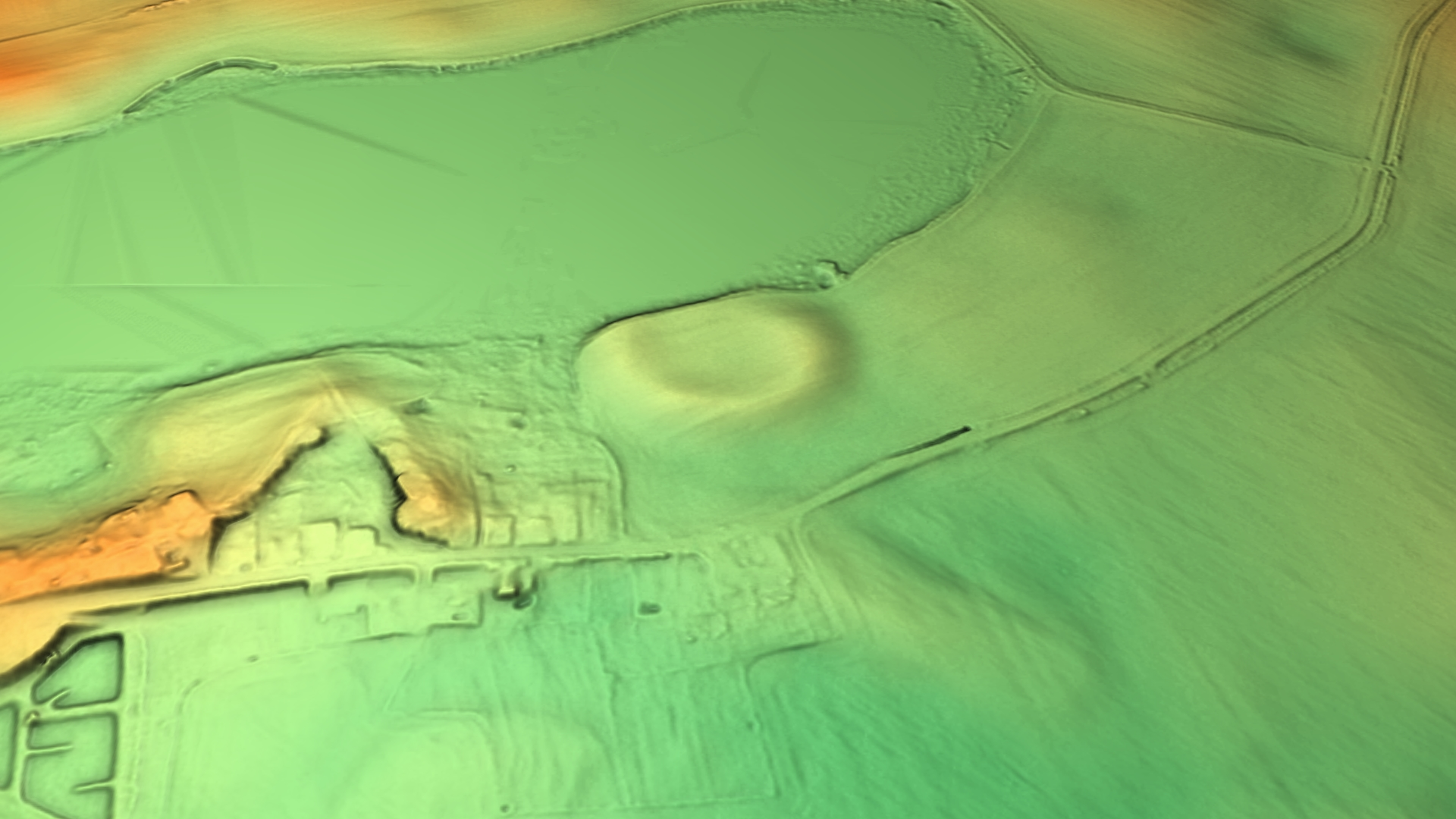
3D-Ansicht des digitalen Geländemodells

Die Niederungsburg Naugarten befindet sich als Burgwall auf einem Feld direkt am Ufer des Naugartener Sees am östlichen Ortseingang von Naugarten, einem Ortsteil der Gemeinde Nordwestuckermark im Landkreis Uckermark in Brandenburg. Es handelt sich um eine klassische Niederungsburg eines slawischen Burgwalls aus der Zeit des 8. bis 10. Jahrhunderts. Durch die Landwirtschaft ist der Burgwall schon stark in Mitleidenschaft genommen worden. Die Wälle wirken sehr verschliffen. Dennoch ist die Burganlage noch als solche deutlich im Gelände erkennbar. Sie hatte eine ovale Gestalt von über 100 Meter Durchmesser und war eingliedrig. Die Burg lag im Stammesgebiet der Ukranen, die zu den Wilzen gehörten. Zu der Burganlage gibt es keine schriftlichen Überlieferungen. Man muss daher vermuten, dass es sich hier um den befestigten Rückzugsort der ansässigen Bevölkerung handelt. Der Burgwall war der Mittelpunkt einer kleineren Siedlungskammer, zu der mehrere umliegende dörfliche Ansiedlungen gehörten. Irgendwann im 9. bis 10. Jahrhundert gab man die Anlage auf. Die Gründe dafür sind unbekannt. Wahrscheinlich waren Großraumburgen nicht mehr modern und der sich entwickelnde lokale Adel bevorzugte eigene kleinere Burganlagen als Herrschaftssitze.